# Кублиня, Иева
Ие́ва Ку́блиня (латыш. Ieva Kubliņa; род. 8 июля 1982, Рига) — латвийская баскетболистка, всю свою профессиональную карьеру выступала в Европе в семи различных чемпионатах. Была выбрана на драфте ВНБА 2004 года в третьем раунде под общим 31-м номером командой «Индиана Фивер», однако так и не провела в женской национальной баскетбольной ассоциации ни одной игры. Играла в амплуа тяжёлого форварда и центровой.